# Дементьєв Петро Васильович
Петро Васильович Дементьєв (нар. 24 січня 1907, село Альошкін-Саплик Убеївської волості Буїнського повіту Симбірської губернії, тепер Дрожжанівського району Татарстану, Російська Федерація — 14 травня 1977, місто Москва) — радянський діяч, міністр авіаційної промисловості СРСР. Депутат Верховної Ради СРСР 4—9-го скликань. Кандидат у члени ЦК КПРС у 1952—1956 роках. Член ЦК КПРС у 1956—1977 роках. Двічі Герой Соціалістичної Праці (8.09.1941, 21.01.1977).

## Біографія
Народився в родині сільського вчителя.
Трудову діяльність розпочав у 1922 році робітником. Після закінчення Хорновар-Шигалінської сільської школи з 1922 по 1927 рік навчався в Самбірському (Ульяновському) професійно-технічному училищі.
У 1927 році вступив до Московського механічний інститут імені Ломоносова, але вже через два роки перевівся у Військово-повітряну інженерну академію імені професора Жуковського, яку закінчив у 1931 році.
У 1931—1934 роках — старший інженер, начальник експлуатаційно-технічного відділу науково-дослідного інституту Цивільного повітряного флоту.
У 1934—1937 роках — начальник цеху, головний технолог, директор Тушинського авіаційного заводу № 81.
У 1938—1941 роках — головний інженер, директор авіаційного заводу № 1 в Москві.
Член ВКП(б) з 1938 року.
У лютому 1941 — березні 1946 року — 1-й заступник народного комісара авіаційної промисловості СРСР.
За видатні досягнення в області організації і здійснення серійного виробництва нових типів бойових літаків Указом Президії Верховної Ради СРСР від 8 вересня 1941 року Дементьєву Петру Васильовичу присвоєно звання Героя Соціалістичної Праці з врученням ордена Леніна і золотої медалі «Серп і Молот».
У березні 1946 — 15 березня 1953 року — заступник міністра авіаційної промисловості СРСР.
15 березня — 24 серпня 1953 року — заступник міністра оборонної промисловості СРСР.
24 серпня 1953 — 14 грудня 1957 року — міністр авіаційної промисловості СРСР.
14 грудня 1957 — березень 1963 року — голова Державного комітету Ради міністрів СРСР із авіаційної техніки — міністр СССР. У березні 1963 — 2 березня 1965 року — голова Державного комітету із авіаційної техніки СРСР — міністр СССР.
2 березня 1965 — 14 травня 1977 року — міністр авіаційної промисловості СРСР.
Помер 14 травня 1977 року. Похований на Новодівочому цвинтарі Москви.

## Звання
- генерал-майор інженерно-авіаційної служби (25.03.1943)
- генерал-лейтенант інженерно-авіаційної служби (19.08.1944)
- генерал-полковник-інженер (28.10.1976)

## Нагороди
- двічі Герой Соціалістичної Праці (8.09.1941[2], 21.01.1977)
- дев'ять орденів Леніна (5.03.1939; 8.09.1941; 25.05.1944; 6.12.1949; 23.01.1957; 28.04.1963; 24.01.1967, 25.10.1971, 21.01.1977)
- орден Червоного Прапора (30.12.1956)
- орден Кутузова І ст. (16.09.1945)
- орден Суворова ІІ ст. (19.08.1944)
- два ордени Трудового Червоного Прапора (31.12.1940; 22.07.1966)
- орден Червоної Зірки (17.05.1951)
- медаль «За бойові заслуги» (3.11.1944)
- медалі
- Сталінська премія (1953)